# Spina bifida
Pour les articles homonymes, voir Spina (homonymie).
 (mai 2023).

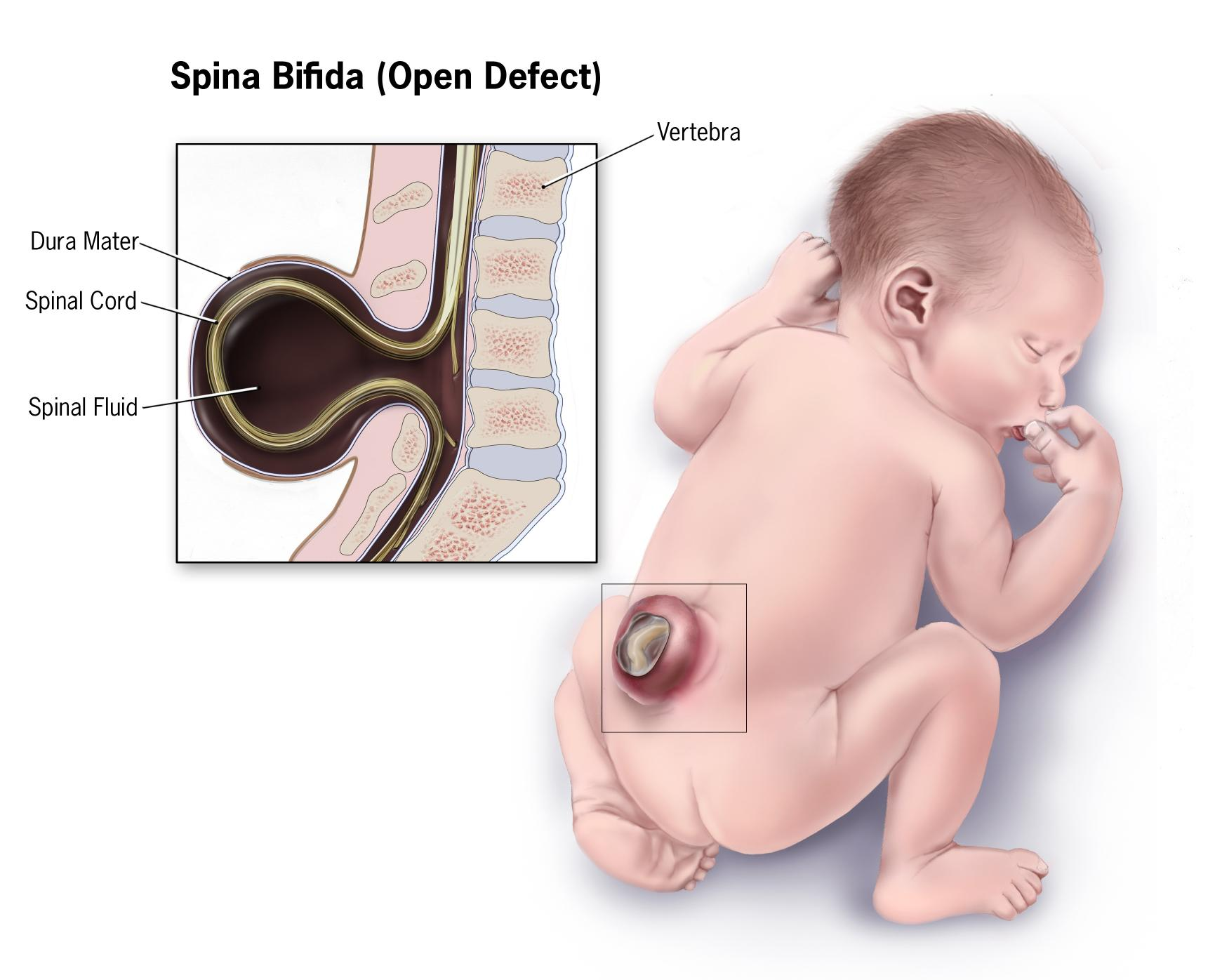
Enfant avec spina bifida.

Le spina bifida (du latin signifiant « épine fendue en deux ») est une malformation liée à un défaut de formation des arcs vertébraux, un défaut de fermeture du tube neural (système nerveux primitif - défaut de fermeture du neuropore postérieur) et une ouverture du canal médullaire en bas du dos durant la quatrième semaine de la vie embryonnaire. Le plus souvent, cette malformation concerne l'extrémité caudale et donc la région sacrée, voire lombaire ; il en résulte l'absence de l'apophyse épineuse d'une ou plusieurs vertèbres. La protrusion des méninges par cette ouverture donne un méningocèle. De gravité variable, ces malformations vont du spina bifida occulta, très majoritairement non diagnostiqué et bénin ou entraînant des troubles légers, au myéloméningocèle, lorsqu'il y a protrusion de moelle spinale avec les méninges. Le spina bifida aperta non occulta, qui regroupe le myéloméningocèle, le méningocèle et le spina bifida à moëlle ouverte, concerne cinq naissances sur 10 000.
Les nerfs lombo-sacrés, qui sont affectés par le spina bifida, participent normalement :
- aux fonctions musculaires (hanche, cuisse, genou, jambe, pied) ;
- à la motricité digestive ;
- au contrôle vésical (innervation de la vessie et de ses sphincters) et anal (sphincter anal) ;
- aux fonctions génitales (masculines et féminines).

## Formes de spina bifida

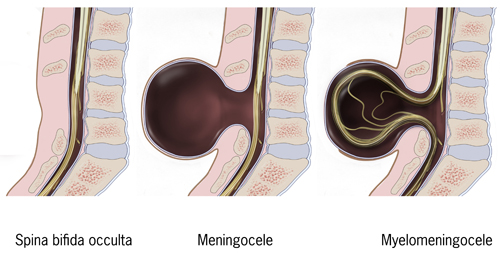
Les formes de spina bifida.

Le spina bifida risque d'entraîner une paralysie de gravité variable, des troubles sensitifs, une incontinence, des anomalies morphologiques de la moelle, des vertèbres et parfois des côtes, en fonction de la hauteur des vertèbres touchées. Dans de rares cas, un retard mental peut être associé.
Les différentes formes de spina bifida entrainent des troubles différents :

### Spina bifida occulta

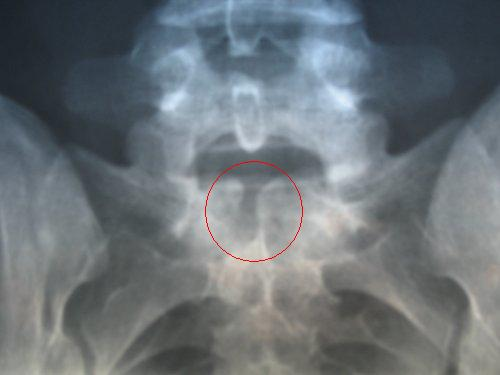

Il représente la forme mineure et la plus répandue de la malformation. Il n'existe pas d'ouverture ni de déformation cutanée dans la région lombo-sacrée (la peau en regard des anomalies peut rester normale ou porter une zone très poilue, un nævus ou un hémangiome, voire une petite dépression du derme). Pourtant la radio révèle une fermeture incomplète de la partie postérieure de la vertèbre. Dans cette forme, la fente reste très limitée, et la moelle spinale n'en dépasse pas (il n'y a pas de protrusion). Les conséquences de cette forme sont variables, mais la plupart du temps asymptomatiques.
Cependant, les formes complexes du spina bifida occulta peuvent entraîner en général des problèmes moteurs, une discrète altération de la sensibilité, et des atteintes du côlon, voire une incontinence urinaire. Ces formes complexes sont souvent associées à d'autres malformations, telles que des lipomes, des diastématomyélie, des sinus dermiques...

### Spina bifida myéloméningocèle
Le myéloméningocèle est la forme la plus grave de spina bifida car les nerfs rachidiens peuvent être endommagés, en dehors du spina bifida à moelle ouverte, qui n'est pas viable.
Il s'agit d'une hernie des méninges et de la moelle épinière hors de leur enveloppe osseuse naturelle. Elle est recouverte d'une membrane fragile ou de peau dont la rupture laisse s'écouler du liquide cérébrospinal. Le traitement est chirurgical.
Il peut entraîner un handicap mental et/ou physique. Les conséquences les plus courantes sont la paraplégie, l'hydrocéphalie, l'incontinence.
La moelle spinale accompagne les méninges (qui recouvrent normalement la moelle spinale et le cerveau) qui émergent d'une fente pour former un « sac » (ou hernie) nettement visible dans le dos. Cette ouverture anormale peut être réparée chirurgicalement juste après la naissance (voire pendant la grossesse, grâce aux techniques les plus récentes,). Le sac méningé contient le liquide cérébrospinal, une partie de la moelle spinale, et la racine des nerfs lombo-sacrés. La moelle est souvent endommagée et mal développée.
Il en résulte (même après traitement, et dans une forme lombo-sacrée) une paralysie de gravité variable, des troubles sensitifs graves du membre inférieur, une incontinence urinaire et fécale, une possible hydrocéphalie, et des anomalies des vertèbres lombaires.
La gravité de cette forme clinique dépend de sa localisation et des dommages nerveux.

### Spina bifida méningocèle
Il s'agit de la forme la plus rare.
Un méningocèle est une protrusion des méninges entre une vertèbre et un disque intervertébral. Cela signifie que la partie postérieure de certaines vertèbres est fendue, les méninges sont poussées à travers cette ouverture pour former un sac méningé contenant du liquide cérébrospinal, et contrairement au myéloméningocèle, les nerfs rachidiens ne sont pas contenus dans ce sac.
Il s'agit le plus souvent d'une malformation congénitale de la moelle spinale et de ses méninges causée par un défaut de fermeture du tube neural et rencontrée dans le spina bifida mais des cas post-traumatiques ont aussi été décrits[réf. nécessaire].
Le méningocèle peut intéresser l'ensemble de la colonne vertébrale. Les nerfs sont en général peu endommagés et fonctionnels, ce qui aboutit à des troubles discrets[réf. nécessaire].
Le dépistage se fait lors des échographies réalisées durant la grossesse.

### Spina bifida à moelle ouverte
Non viable, c'est la forme la plus grave de spina bifida. Celle-ci ne peut en aucun cas être cliniquement traitée. C'est le cas où, durant la morphogenèse spinale (et donc tôt dans le développement embryonnaire), la gouttière neurale ne se développe pas, laissant ainsi un arc neural totalement ouvert dans lequel le développement de la moelle spinale peut ne pas se faire, mais s'il se fait, la moelle ne sera pas entourée des méninges et sera en contact direct avec la phase profonde de l'épiderme dorsal. Cette anomalie peut être mono-vertébrale comme poly-vertébrale.

## Causes
Le spina bifida est lié à une fermeture incomplète du tube neural durant le développement embryonnaire. Normalement, le développement du tube neural se produit au cours de la 4e semaine après la fécondation. Le tube se situe dans la région postérieure, entre le bas du dos et le crâne. Il va se fermer normalement en commençant par le milieu, puis la fermeture progresse vers les extrémités du corps. Cependant, il arrive que le tube ne se ferme pas totalement : la fermeture cesse avant d'avoir atteint l'extrémité caudale de l'embryon. Les anomalies du tube neural comprennent aussi l'anencéphalie et l'encéphalocèle. Elles sont favorisées par la prise de valproate de sodium, par le diabète, l'hyperthermie et l'hypercholestérolémie.
Le valproate de sodium, molécule très efficace pour traiter l'épilepsie (sous le nom commercial de Dépakine) et les troubles bipolaires (sous les noms Dépamide et Dépakote), augmente considérablement le risque de spina bifida chez les enfants exposés in utero à cette molécule. La fermeture du tube neural se produisant pendant la quatrième semaine de grossesse, quand la femme découvre qu'elle est enceinte il est déjà trop tard pour changer le traitement de son épilepsie ou de son trouble bipolaire dans le but d'éviter le spina bifida. La règle doit donc être « pas de grossesse sous valproate » (Dépakine, Dépamide, Dépakote) et non pas « pas de valproate pendant la grossesse ».
Le spina bifida a généralement une cause au moins en partie génétique. Les anomalies de fermeture du tube neural et des vertèbres sont positivement corrélées à la présence d'un allèle mutant du gène de la 5,10-méthylènetétrahydrofolate réductase (MTHFR). La MTHFR est une enzyme clef du métabolisme de l'acide folique et de l'homocystéine. Ses mutations ont été impliquées dans des affections multifactorielles, comme les maladies neurologiques et cardiovasculaires qui s'améliorent avec un apport de folates. Cette MTHFR perd environ 55 % de son efficacité quand le codon 677 de son gène porte une thymine au lieu d'une cytosine. Le risque d'avoir un enfant atteint de spina bifida est donc plus grand chez les femmes qui ont déjà eu un enfant atteint de spina bifida. De même, le risque d'avoir un enfant atteint de spina bifida est augmenté si l'un des deux parents est lui-même atteint de spina bifida et que la mère ne prend pas d'acide folique. Des études récentes ont montré que le spina bifida est favorisé par un manque d'acide folique au début de la grossesse. Pour éviter cette situation, il est préférable de prendre sous forme de comprimés l'acide folique dans les six mois qui précèdent le début de la grossesse ou, au pire, dans le premier mois de grossesse. Les risques de malformations gravissimes augmentent encore quand les deux parents sont touchés et que la mère ne suit pas ce protocole de prise d'acide folique[réf. nécessaire].
Il existe aussi des causes environnementales, encore mal cernées. C'est le cas par exemple de la pollution de l'air : une étude cas-témoins à l'échelle de la population a été menée en Chine dans la province du Liaoning (Chine), basée sur le croisement des données du registre des certificats de santé maternelle et infantile de la province, pour les naissances enregistrées sur 5 ans, de 2010 à 2015, incluant 749 cas de spina bifida et 7 950 témoins sains, choisis au hasard dans cinq villes, et le taux de PM10 mesuré par 75 stations de surveillance dans ces villes. L'exposition maternelle a été analysée à différentes fenêtres temporelles, notamment durant le premier trimestre de grossesse et les trois mois précédant la conception ; et les auteurs ont conclu à un lien entre l'exposition maternelle aux particules fines de type PM10 et un risque accru de spina bifida chez le nouveau-né,.

## Prévalence
En France, dans la population générale, le risque de survenue de spina bifida se situe entre 1,2 et 1,6 pour 1 000 grossesses en Bretagne et 0,5 à 1 pour 1 000 dans le reste de la France ; après un antécédent familial, il se situe autour de 3 pour 1 000 ; et après un antécédent personnel, ce risque se situe autour de 3 pour 100,,.

## Prévention

### Pour toutes les femmes
L'acide folique (ou vitamine B9) a prouvé son utilité dans la prévention du spina bifida. Il est recommandé aux femmes ayant planifié leur grossesse de prendre au moins 0,4 mg d'acide folique à partir d'un mois avant le début de la recherche d'une conception, puis 1 mg par jour pendant les trois premiers mois de la grossesse, ce qui réduit le risque de 50 à 85 %. L'acide folique est un facteur de maturation des cellules, qui est aussi indispensable à l'hématopoïèse (voir anémie). Les sources les plus importantes d'acide folique sont le pain complet, les pois et haricots, les légumes verts, et les fruits. Ses carences sont favorisées par une insuffisance d'absorption en particulier après résections intestinales, mais aussi par la prise de la pilule et/ou d'anticonvulsivants et/ou d'alcool.

### Pour les femmes présentant un facteur de risque identifié
Pour les femmes épileptiques prenant un traitement (valproate de sodium, carbamazépine, Méthotrexate) ou pour celles ayant des antécédents d'anomalie de fermeture du tube neural, une dose plus élevée de vitamine B9 est proposée, de l'ordre de 5 mg/j, selon les mêmes modalités. On propose par ailleurs un dépistage spécifique, portant sur le dosage sanguin de l'homocystéine, de la bétaïne, de l'alpha-fœtoprotéine, et des échographies morphologiques répétées par un médecin spécialisé.

### Campagne de prévention
L'INPES fait de la prévention sur le sujet également, avec sa campagne Manger Bouger pour inciter la prise d'acide folique (vitamine B9). L'INPES  incite également les professionnels de santé à faire de la prévention auprès de leurs patientes.

## Diagnostic
Le diagnostic se fait aux alentours de la 22e semaine de grossesse par différents moyens.
Le moyen le plus courant est l'échographie qui permet de détecter tout spina-bifida visible morphologiquement,,. Cependant, la plupart des spina bifida ne sont pas détectables avant le deuxième trimestre, d'où un diagnostic autour de la 22e semaine.
De plus, l'échographie haute fréquence est une méthode qui peut être utile dans le diagnostic après la naissance. En effet, elle est moins invasive et moins irradiante que les autres techniques existantes. Elle facilite le diagnostic de cette anomalie chez des enfants atteints d'énurésie.
Un autre moyen est l'amniocentèse. Cette technique de dosage permet de détecter l'alpha-fœto-protéine dans le liquide amniotique, dont les taux sont souvent supérieurs à la moyenne en cas de spina bifida du fœtus. Elle est souvent proposée aux femmes qui ont déjà donné naissance à un enfant atteint de spina bifida et permet de poser un diagnostic précoce, à 16 semaines de grossesse. L'amniocentèse peut aussi être utilisée quand l'échographie ne permet pas de poser un diagnostic.
Enfin, l'IRM peut être utilisé pour affirmer un diagnostic.

## Traitements
Des recommandations sur la prise en charge du spina bifida ont été publiées en 2018 par le « Spina bifida association ».

### Traitement du fœtus
La chirurgie fœtale permet de suturer la membrane qui recouvre normalement la moelle spinale ainsi que la peau du fœtus. Ce type de prise en charge, en stoppant prématurément la fuite de liquide cérébrospinal, diminue les risques de séquelles pour l'enfant par rapport à une opération post-natale, et ce, jusqu'à au moins l'âge scolaire. Elle augmente cependant le risque d'accouchement prématuré et nécessite une naissance par césarienne. Ce type d'opération a été effectué avec succès pour la première fois en France en juillet 2014 par l'équipe du service de médecine fœtale de l'hôpital Armand-Trousseau (AP-HP) en collaboration avec l'équipe de neurochirurgie de l'hôpital Necker-Enfants Malades (AP-HP), dans le cadre d'un projet de recherche hospitalier. Cette intervention n'est pas sans risques. Pour le fœtus, il s'agit de la naissance prématurée. Chez les mères, les risques concernent les grossesses ultérieures, car le plus souvent un accouchement par césarienne sera imposé. Le risque de rupture de l'utérus est comparable à celui après une césarienne. Cette balance bénéfices/risques est longuement considérée par les médecins avant d'opter pour cette chirurgie.

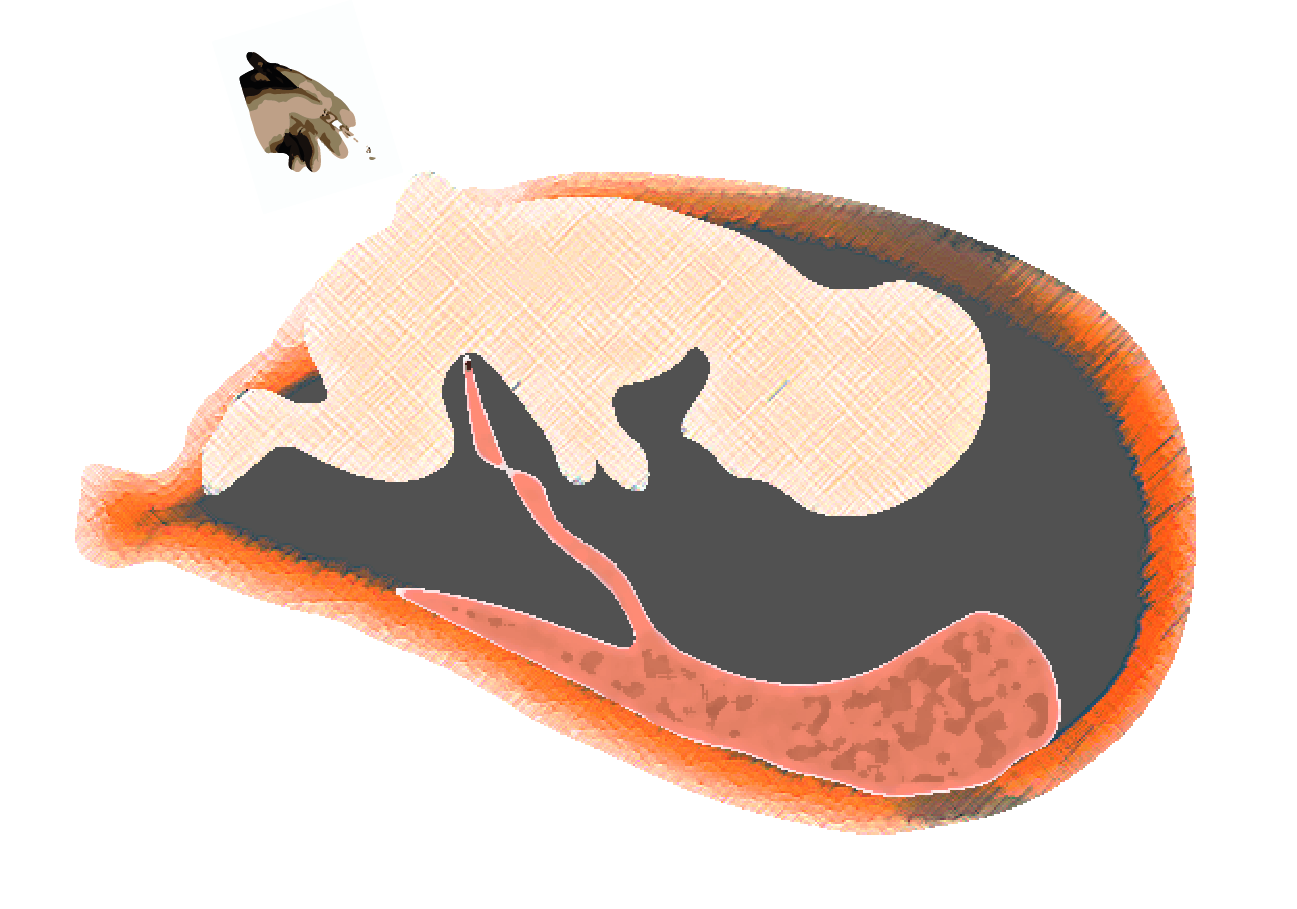
Intervention prénatale sur spina bifida par hystérotomie. Illustration simplifiée.

### Traitement à la naissance
La plupart des nouveau-nés touchés de méningocèle devront être opérés immédiatement pour refermer la fente afin de prévenir une aggravation des lésions et des infections (méningite, méningo-encéphalite). Il n'existe cependant à ce jour pas d'opération possible pour réparer les nerfs endommagés.

### Traitement des symptômes
Le spina bifida-myéloméningocèle est associé dans 80 % des cas à une hydrocéphalie qui nécessite la pose d'une dérivation ventriculo-péritonéale pour évacuer le trop-plein de liquide cérébrospinal. Autrefois la dérivation ventriculo-cardiaque était utilisée, mais désormais les chirurgiens l'évitent généralement, la dérivation ventriculo-péritonéale étant aussi efficace et moins dangereuse. L'opération (lorsqu'elle est nécessaire) doit se faire peu de temps après la naissance (quelques semaines à quelques mois), sinon le nouveau-né souffrira de troubles neurologiques et dans les cas les plus graves, des retards mentaux irréversibles (le liquide cérébrospinal écrase le cerveau, et la pression déforme les plaques crâniennes non encore soudées, faisant grossir anormalement la tête du nouveau-né). Une hydrocéphalie non traitée conduit à la mort de l'enfant.
Les autres traitements possibles sont l'éducation du malade (apprendre à gérer une incontinence), le port d'orthèses pour les assister à la marche ainsi que des opérations chirurgicales visant à limiter voire supprimer les risques d'incontinence telles que la pose de sphincters artificiels ou la suspension du col vésical.

## Exemples de personnalités concernées

### Personnalités touchées par le spina bifida
- Nikita den Boer, athlète néerlandaise concourant en fauteuil roulant[27].
- Aaron Fotheringham, sportif atteint de spina bifida l'empêchant de marcher ; il fut la première personne à exécuter un salto arrière en fauteuil roulant[28].
- Marcel Hug, athlète suisse d'athlétisme et de marathon, le plus médaillé aux Jeux paralympiques dans la catégorie T54.
- Frida Kahlo artiste peintre-mexicaine.
- Phoebe Paterson Pine, archère britannique et championne paralympique en 2020[29].
- Hank Williams, auteur-compositeur-interprète de musique country américain[30].
- Joey Ramone, chanteur du groupe  Punk Rock Ramones.

### Autrement concernées
- Astrid de Belgique est marraine d'une association s'occupant d'enfants touchés par la maladie.
- Deontay Wilder, champion de boxe afro-americain, ayant commencé sa carrière a l'âge de 19 ans pour soigner sa fille Naieya atteinte de spina bifida.

### Documentaire
- I'll Find a Way, documentaire canadien à propos d'une petite fille atteinte de spina bifida.